# Before I Self Destruct (film)
Before I Self Destruct – amerykański dramat z udziałem Curtisa "50 Centa" Jacksona, który jest dołączony do albumu o tym samym tytule.

## Fabuła
Film opowiada o mężczyźnie o imieniu Clarence (w tej roli 50 Cent), który mieszka z matką i młodszym bratem. Po tym jak ich matka zostaje przypadkowo zastrzelona, główny bohater decyduje się na zemstę. Zabija mężczyznę, owego mordercę matki obu braci.
Wkrótce potem młodszy brat (w tej roli Clayton Young) dostaje ofertę przyjęcia do szkoły uniwersyteckiej. Clarence w tej sytuacji stara się utrzymać brata i siebie. Za pieniądze staje się płatnym mordercą.

## Obsada
- Curtis "50 Cent" Jackson jako Clarence
- Clifton Powell jako Sean
- Elijah "Strong E" Williams jako Shocka
- Gabriel Ellis jako Rafael
- Sasha Delvalle jako Princess
- Shorty Red jako Tiny
- Eve Lora jako Mrs. Ortiz
- Lola Luv jako Mona
- Treach jako Cedrick
- Michael Wright jako pierwsza ofiara
- Lloyd Banks jako nauczyciel w szkole
- Gabriel Casseus jako Freddie
- Jalon Cain jako Kevin
- Clayton Young jako Young Clarence